# Râul Șomuz
Râul Șomuz este un curs de apă, afluent al râului Moldova. 